# غلين باتريك
غلين باتريك (بالإنجليزية: Glenn Patrick)‏ هو لاعب هوكي الجليد أمريكي، ولد في 26 أبريل 1950 في نيويورك في الولايات المتحدة.

## وصلات خارجية
- غلين باتريك على موقع دوري الهوكي الوطني (الإنجليزية)
- غلين باتريك على موقع قاعة مشاهير الهوكي (لاعب أن.إتش.أل) (الإنجليزية)
- غلين باتريك على موقع EliteProspects.com (الإنجليزية)
- غلين باتريك على موقع HockeyDB.com (الإنجليزية)
- غلين باتريك على موقع Hockey-Reference.com (الإنجليزية)